# Pretoria, Mexiko
Pretoria är en ort i Mexiko.   Den ligger i kommunen Coeneo och delstaten Michoacán de Ocampo, i den södra delen av landet, 260 km väster om huvudstaden Mexico City. Pretoria ligger 2 040 meter över havet och antalet invånare är 406.
Terrängen runt Pretoria är huvudsakligen kuperad, men åt sydväst är den platt. Runt Pretoria är det ganska tätbefolkat, med 108 invånare per kvadratkilometer. Närmaste större samhälle är Zacapú, 18,1 km väster om Pretoria. I omgivningarna runt Pretoria växer huvudsakligen savannskog.